# Interlands Hongkongs voetbalelftal 2010-2019
Deze pagina toont een chronologisch en gedetailleerd overzicht van de interlands die het Hongkongs voetbalelftal speelde in de periode 2010 – 2019.

## Interlands

### 2010
|                                                                     |                                                                                          |       |          |                                                                                       |
| 6 januari Kwalificatie AK 2011 Groep A «onderlinge duels» 18:00 uur | Bahrein                                                                                  | 4 – 0 | Hongkong | Nationaal stadion, Bahrein Toeschouwers: 1.550 Scheidsrechter: Abdullah Balideh (QAT) |
| 6 januari Kwalificatie AK 2011 Groep A «onderlinge duels» 18:00 uur | Ismail Abdullatif 34' Ismail Abdullatif 40' Ismail Abdullatif 43' Abdulla Al-Dakheel 79' |       |          | Nationaal stadion, Bahrein Toeschouwers: 1.550 Scheidsrechter: Abdullah Balideh (QAT) |

|                                                                      |                                                                                          |       |          |                                                                               |
| 7 februari Oost-Aziatisch kampioenschap «onderlinge duels» 19:15 uur | Zuid-Korea                                                                               | 5 – 0 | Hongkong | Olympisch Stadion, Tokio Toeschouwers: 2.728 Scheidsrechter: Ryuji Sato (JPN) |
| 7 februari Oost-Aziatisch kampioenschap «onderlinge duels» 19:15 uur | Kim Jung-woo 10' Gu Ja-cheol 24' Lee Dong-gook 32' Lee Seung-ryul 37' No Byung-jun 90+3' |       |          | Olympisch Stadion, Tokio Toeschouwers: 2.728 Scheidsrechter: Ryuji Sato (JPN) |

|                                                                       |                                                                                          |       |          |                                                                                |
| 11 februari Oost-Aziatisch kampioenschap «onderlinge duels» 19:15 uur | Japan                                                                                    | 3 – 0 | Hongkong | Olympisch Stadion, Tokio Toeschouwers: 16.368 Scheidsrechter: Zhao Liang (CHN) |
| 11 februari Oost-Aziatisch kampioenschap «onderlinge duels» 19:15 uur | Kim Jung-woo 10' Gu Ja-cheol 24' Lee Dong-gook 32' Lee Seung-ryul 37' No Byung-jun 90+3' |       |          | Olympisch Stadion, Tokio Toeschouwers: 16.368 Scheidsrechter: Zhao Liang (CHN) |

|                                                                       |          |                            |       |                                                                                    |
| 14 februari Oost-Aziatisch kampioenschap «onderlinge duels» 16:30 uur | Hongkong | 0 – 2                      | China | Olympisch Stadion, Tokio Toeschouwers: 16.439 Scheidsrechter: Kim Jong-hyeok (KOR) |
| 14 februari Oost-Aziatisch kampioenschap «onderlinge duels» 16:30 uur |          | 44' Qu Bo 74' (pen.) Qu Bo |       | Olympisch Stadion, Tokio Toeschouwers: 16.439 Scheidsrechter: Kim Jong-hyeok (KOR) |

|                                                                   |          |       |       |                                                                                 |
| 3 maart Kwalificatie AK 2011 Groep A «onderlinge duels» 19:30 uur | Hongkong | 0 – 0 | Jemen | Hongkongstadion, Hongkong Toeschouwers: 1.212 Scheidsrechter: Võ Minh Trí (VIE) |
| 3 maart Kwalificatie AK 2011 Groep A «onderlinge duels» 19:30 uur |          |       |       | Hongkongstadion, Hongkong Toeschouwers: 1.212 Scheidsrechter: Võ Minh Trí (VIE) |

|                                                          |       |                 |          |                                                                               |
| 4 oktober Vriendschappelijk «onderlinge duels» 18:00 uur | India | 0 – 1           | Hongkong | Balewadistadion, Pune Toeschouwers: 10.000 Scheidsrechter: Pratap Singh (IND) |
| 4 oktober Vriendschappelijk «onderlinge duels» 18:00 uur |       | 76' Li Haiqiang |          | Balewadistadion, Pune Toeschouwers: 10.000 Scheidsrechter: Pratap Singh (IND) |

|                                                                |                                                                 |       |                                                    |                                                                                    |
| 9 oktober Long Teng-kampioenschap «onderlinge duels» 17:00 uur | Hongkong                                                        | 4 – 2 | Filipijnen                                         | Nationaal stadion, Kaohsiung Toeschouwers: 650 Scheidsrechter: Kao Jung-fang (TPE) |
| 9 oktober Long Teng-kampioenschap «onderlinge duels» 17:00 uur | Chan Man Fai 5' Xu Deshuai 31' Lo Kwan Yee 84' Ju Yingzhi 90+1' |       | 58' (pen.) Phil Younghusband 69' Phil Younghusband | Nationaal stadion, Kaohsiung Toeschouwers: 650 Scheidsrechter: Kao Jung-fang (TPE) |

|                                                                 |                                                               |       |       |                                                                                     |
| 10 oktober Long Teng-kampioenschap «onderlinge duels» 17:00 uur | Hongkong                                                      | 4 – 0 | Macau | Nationaal stadion, Kaohsiung Toeschouwers: 1.200 Scheidsrechter: Yu Ming-hsun (TPE) |
| 10 oktober Long Teng-kampioenschap «onderlinge duels» 17:00 uur | Tam Lok Hi 38' Xu Deshuai 52' Lam Hok Hei 72' Lam Hok Hei 74' |       |       | Nationaal stadion, Kaohsiung Toeschouwers: 1.200 Scheidsrechter: Yu Ming-hsun (TPE) |

|                                                                 |                |       |                        |                                                                                    |
| 12 oktober Long Teng-kampioenschap «onderlinge duels» 19:30 uur | Chinees Taipei | 1 – 1 | Hongkong               | Nationaal stadion, Kaohsiung Toeschouwers: 3.000 Scheidsrechter: Kao Tsai-hu (TPE) |
| 12 oktober Long Teng-kampioenschap «onderlinge duels» 19:30 uur | Lo Chih-en 40' |       | 75' (pen.) Lo Kwan Yee | Nationaal stadion, Kaohsiung Toeschouwers: 3.000 Scheidsrechter: Kao Tsai-hu (TPE) |

|                                                            |          | |          |                                                                                            |
| 17 november Vriendschappelijk «onderlinge duels» 18:00 uur | Hongkong | 0 – 7 | Paraguay | Hongkongstadion, Hongkong Toeschouwers: 6.250 Scheidsrechter: Subkhiddin Mohd Salleh (MAS) |
| 17 november Vriendschappelijk «onderlinge duels» 18:00 uur |          | 4' Roque Santa Cruz 30' Edgar Barreto 32' Roque Santa Cruz 46' José Ortigoza 54' José Ortigoza 75' Marcos Riveros 90+2' Cristian Riveros |          | Hongkongstadion, Hongkong Toeschouwers: 6.250 Scheidsrechter: Subkhiddin Mohd Salleh (MAS) |

### 2011
|                                                           |                                               |       |          |                                                                                              |
| 9 februari Vriendschappelijk «onderlinge duels» 20:45 uur | Maleisië                                      | 2 – 0 | Hongkong | Shah Alamstadion, Kuala Lumpur Toeschouwers: onbekend Scheidsrechter: Abdullah Balideh (QAT) |
| 9 februari Vriendschappelijk «onderlinge duels» 20:45 uur | Mohd Safiq Rahim 43' Amirul Hadi Zainal 90+1' |       |          | Shah Alamstadion, Kuala Lumpur Toeschouwers: onbekend Scheidsrechter: Abdullah Balideh (QAT) |

|                                                       |                 |       |                      |                                                                                |
| 3 juni Vriendschappelijk «onderlinge duels» 20:00 uur | Hongkong        | 1 – 1 | Maleisië             | Siu Sai Wan Sports Ground, Hongkong Toeschouwers: 586 Scheidsrechter: onbekend |
| 3 juni Vriendschappelijk «onderlinge duels» 20:00 uur | Chan Siu Ki 60' |       | 66' Abdul Hadi Yahya | Siu Sai Wan Sports Ground, Hongkong Toeschouwers: 586 Scheidsrechter: onbekend |

|                                                                        |                                                                      |       |          | |
| 23 juli Kwalificatie WK 2014 Tweede ronde «onderlinge duels» 20:45 uur | Saoedi-Arabië                                                        | 3 – 0 | Hongkong | Prins Mohamed bin Fahdstadion, Dammam Toeschouwers: 20.354 Scheidsrechter: Vladislav Tsejtlin (UZB) |
| 23 juli Kwalificatie WK 2014 Tweede ronde «onderlinge duels» 20:45 uur | Nasser Al-Shamrani 45+1' Osama Al-Harbi 45+3' Nasser Al-Shamrani 47' |       |          | Prins Mohamed bin Fahdstadion, Dammam Toeschouwers: 20.354 Scheidsrechter: Vladislav Tsejtlin (UZB) |

|                                                                        |          | |               |                                                                                           |
| 28 juli Kwalificatie WK 2014 Tweede ronde «onderlinge duels» 20:00 uur | Hongkong | 0 – 5 | Saoedi-Arabië | Siu Sai Wan Sports Ground, Hongkong Toeschouwers: 1.402 Scheidsrechter: Võ Minh Trí (VIE) |
| 28 juli Kwalificatie WK 2014 Tweede ronde «onderlinge duels» 20:00 uur |          | 34' Hassan Muath 71' (pen.) Mohammed Noor 73' Nasser Al-Shamrani 83' Mohammad Al-Sahlawi 90' Osama Hawsawi |               | Siu Sai Wan Sports Ground, Hongkong Toeschouwers: 1.402 Scheidsrechter: Võ Minh Trí (VIE) |

|                                                                   |                                                         |       |                                                                        |                                                                              |
| 30 september Long Teng-kampioenschap «onderlinge duels» 16:30 uur | Hongkong                                                | 3 – 3 | Filipijnen                                                             | Nationaal stadion, Kaohsiung Toeschouwers: onbekend Scheidsrechter: onbekend |
| 30 september Long Teng-kampioenschap «onderlinge duels» 16:30 uur | Lee Wai Lim 2' Cheng Lai Hin 22' Au Yeung Yiu Chung 86' |       | 31' (pen.) Phil Younghusband 44' Emelio Caligdong 61' Emelio Caligdong | Nationaal stadion, Kaohsiung Toeschouwers: onbekend Scheidsrechter: onbekend |

|                                                                | |       |                   |                                                                              |
| 2 oktober Long Teng-kampioenschap «onderlinge duels» 16:30 uur | Hongkong                                                                                             | 5 – 1 | Macau             | Nationaal stadion, Kaohsiung Toeschouwers: onbekend Scheidsrechter: onbekend |
| 2 oktober Long Teng-kampioenschap «onderlinge duels» 16:30 uur | Sham Kwok Keung 19' Chan Siu Ki 42' Wong Chin Hung 50' Sham Kwok Keung 75' Wong Chin Hung 81' (pen.) |       | 14' Leong Ka Hang | Nationaal stadion, Kaohsiung Toeschouwers: onbekend Scheidsrechter: onbekend |

|                                                                |                | |          |                                                                              |
| 4 oktober Long Teng-kampioenschap «onderlinge duels» 19:00 uur | Chinees Taipei | 0 – 6                                                                                               | Hongkong | Nationaal stadion, Kaohsiung Toeschouwers: onbekend Scheidsrechter: onbekend |
| 4 oktober Long Teng-kampioenschap «onderlinge duels» 19:00 uur |                | 14' Chan Siu Ki 25' Kwok Kin Pong 40' Chan Wai Ho 42' Lee Hong Lim 68' Lee Hong Lim 76' Lo Kwan Yee |          | Nationaal stadion, Kaohsiung Toeschouwers: onbekend Scheidsrechter: onbekend |

### 2012
|                                                            |                                                                                 |       |                  |                                                                       |
| 29 februari Vriendschappelijk «onderlinge duels» 20:00 uur | Hongkong                                                                        | 5 – 1 | Chinees Taipei   | Mongkokstadion, Mong Kok Toeschouwers: 5.187 Scheidsrechter: onbekend |
| 29 februari Vriendschappelijk «onderlinge duels» 20:00 uur | Chan Siu Ki 2' Chan Siu Ki 5' Lee Hong Lim 16' Chan Man Fai 47' Chan Siu Ki 82' |       | 45' Kuo Yin-hung | Mongkokstadion, Mong Kok Toeschouwers: 5.187 Scheidsrechter: onbekend |

|                                                       |                |       |                  |                                                                                  |
| 1 juni Vriendschappelijk «onderlinge duels» 20:00 uur | Hongkong       | 1 – 0 | Singapore        | Hongkongstadion, Hongkong Toeschouwers: 4.285 Scheidsrechter: Kim Dae-yong (KOR) |
| 1 juni Vriendschappelijk «onderlinge duels» 20:00 uur | Lam Ka Wai 36' |       | 45' Kuo Yin-hung | Hongkongstadion, Hongkong Toeschouwers: 4.285 Scheidsrechter: Kim Dae-yong (KOR) |

|                                                        |                        |       |                                             |                                                                                            |
| 10 juni Vriendschappelijk «onderlinge duels» 17:30 uur | Hongkong               | 1 – 2 | Vietnam                                     | Mongkokstadion, Mong Kok Toeschouwers: 2.983 Scheidsrechter: Muhammad Taqi Aljaafari (SIN) |
| 10 juni Vriendschappelijk «onderlinge duels» 17:30 uur | Au Yeung Yiu Chung 40' |       | 71' Nguyễn Văn Quyết 74' Nguyễn Trọng Hoàng | Mongkokstadion, Mong Kok Toeschouwers: 2.983 Scheidsrechter: Muhammad Taqi Aljaafari (SIN) |

|                                                            |                                          |       |          |                                                                                                 |
| 15 augustus Vriendschappelijk «onderlinge duels» 20:30 uur | Singapore                                | 2 – 0 | Hongkong | Jurong Weststadion, West Region Toeschouwers: 837 Scheidsrechter: Muhammad Taqi Aljaafari (SIN) |
| 15 augustus Vriendschappelijk «onderlinge duels» 20:30 uur | Aleksandar Đurić 7' Aleksandar Đurić 21' |       |          | Jurong Weststadion, West Region Toeschouwers: 837 Scheidsrechter: Muhammad Taqi Aljaafari (SIN) |

|                                                           |          |                                                               |          |                                                                                      |
| 16 oktober Vriendschappelijk «onderlinge duels» 20:00 uur | Hongkong | 0 – 3                                                         | Maleisië | Mongkokstadion, Mong Kok Toeschouwers: 3.267 Scheidsrechter: Liu Kwok Man (Hongkong) |
| 16 oktober Vriendschappelijk «onderlinge duels» 20:00 uur |          | 60' Safee Sali 82' Mohd Safiq Rahim 90+2' Ahmad Fakri Saarani |          | Mongkokstadion, Mong Kok Toeschouwers: 3.267 Scheidsrechter: Liu Kwok Man (Hongkong) |

|                                                            |                |       |                 |                                                                                         |
| 14 november Vriendschappelijk «onderlinge duels» 20:45 uur | Maleisië       | 1 – 1 | Hongkong        | Shah Alamstadion, Shah Alam Toeschouwers: 3.267 Scheidsrechter: Liu Kwok Man (Hongkong) |
| 14 november Vriendschappelijk «onderlinge duels» 20:45 uur | Safee Sali 58' |       | 88' Lam Hok Hei | Shah Alamstadion, Shah Alam Toeschouwers: 3.267 Scheidsrechter: Liu Kwok Man (Hongkong) |

|                                                                                |                    |       |                                |                                                                                  |
| 1 december Oost-Aziatisch kampioenschap Voorronde «onderlinge duels» 14:30 uur | Guam               | 1 – 2 | Hongkong                       | Mong Kokstadion, Mong Kok Toeschouwers: 3.040 Scheidsrechter: Kim Dae-yong (KOR) |
| 1 december Oost-Aziatisch kampioenschap Voorronde «onderlinge duels» 14:30 uur | Elias Merfalen 56' |       | 2' Chan Siu Ki 17' Chan Siu Ki | Mong Kokstadion, Mong Kok Toeschouwers: 3.040 Scheidsrechter: Kim Dae-yong (KOR) |

|                                                                                |          |                   |           |                                                                                 |
| 3 december Oost-Aziatisch kampioenschap Voorronde «onderlinge duels» 20:00 uur | Hongkong | 0 – 1             | Australië | Mong Kokstadion, Mong Kok Toeschouwers: 4.160 Scheidsrechter: Jumpei Iida (JPN) |
| 3 december Oost-Aziatisch kampioenschap Voorronde «onderlinge duels» 20:00 uur |          | 85' Brett Emerton |           | Mong Kokstadion, Mong Kok Toeschouwers: 4.160 Scheidsrechter: Jumpei Iida (JPN) |

|                                                                                |                                  |       |                |                                                                                 |
| 7 december Oost-Aziatisch kampioenschap Voorronde «onderlinge duels» 20:30 uur | Hongkong                         | 2 – 0 | Chinees Taipei | Hongkongstadion, Hongkong Toeschouwers: 2.315 Scheidsrechter: Jumpei Iida (JPN) |
| 7 december Oost-Aziatisch kampioenschap Voorronde «onderlinge duels» 20:30 uur | Chan Wai Ho 24' Lee Hong Lim 25' |       |                | Hongkongstadion, Hongkong Toeschouwers: 2.315 Scheidsrechter: Jumpei Iida (JPN) |

|                                                                                |          |                                                                       |             |                                                                              |
| 9 december Oost-Aziatisch kampioenschap Voorronde «onderlinge duels» 14:20 uur | Hongkong | 0 – 4                                                                 | Noord-Korea | Hongkongstadion, Hongkong Toeschouwers: 3.737 Scheidsrechter: Yao Qing (CHN) |
| 9 december Oost-Aziatisch kampioenschap Voorronde «onderlinge duels» 14:20 uur |          | 27' Pak Nam-chol 33' Ryang Yong-gi 36' Pak Nam-chol 85' Pak Song-chol |             | Hongkongstadion, Hongkong Toeschouwers: 3.737 Scheidsrechter: Yao Qing (CHN) |

### 2013
|                                                                      |             |       |          |                                                                                     |
| 6 februari Kwalificatie AK 2015 Groep E «onderlinge duels» 16:00 uur | Oezbekistan | 0 – 0 | Hongkong | Pakhtakorstadion, Tasjkent Toeschouwers: 16.287 Scheidsrechter: Ali Abdulnabi (BHR) |
| 6 februari Kwalificatie AK 2015 Groep E «onderlinge duels» 16:00 uur |             |       |          | Pakhtakorstadion, Tasjkent Toeschouwers: 16.287 Scheidsrechter: Ali Abdulnabi (BHR) |

|                                                                    |                 |       |         |                                                                                       |
| 22 maart Kwalificatie AK 2015 Groep E «onderlinge duels» 20:00 uur | Hongkong        | 1 – 0 | Vietnam | Mong Kokstadion, Mong Kok Toeschouwers: 6.639 Scheidsrechter: Abdulrahman Abdou (QAT) |
| 22 maart Kwalificatie AK 2015 Groep E «onderlinge duels» 20:00 uur | Chan Wai Ho 87' |       |         | Mong Kokstadion, Mong Kok Toeschouwers: 6.639 Scheidsrechter: Abdulrahman Abdou (QAT) |

|                                                       |          |                        |            |                                                                                      |
| 4 juni Vriendschappelijk «onderlinge duels» 20:00 uur | Hongkong | 0 – 1                  | Filipijnen | Mong Kokstadion, Mong Kok Toeschouwers: 4.578 Scheidsrechter: Pratan Nasa Wang (THA) |
| 4 juni Vriendschappelijk «onderlinge duels» 20:00 uur |          | 33' James Younghusband |            | Mong Kokstadion, Mong Kok Toeschouwers: 4.578 Scheidsrechter: Pratan Nasa Wang (THA) |

|                                                             |            |       |           |                                                                        |
| 10 september Vriendschappelijk «onderlinge duels» 20:00 uur | Hongkong   | 1 – 0 | Singapore | Mong Kokstadion, Mong Kok Toeschouwers: 3.990 Scheidsrechter: onbekend |
| 10 september Vriendschappelijk «onderlinge duels» 20:00 uur | Bai He 60' |       |           | Mong Kokstadion, Mong Kok Toeschouwers: 3.990 Scheidsrechter: onbekend |

|                                                                      |          |                                                                      |                              |                                                                                    |
| 15 oktober Kwalificatie AK 2015 Groep E «onderlinge duels» 20:00 uur | Hongkong | 0 – 4                                                                | Verenigde Arabische Emiraten | Hongkongstadion, Hongkong Toeschouwers: 7.923 Scheidsrechter: Kim Jong-hyeok (KOR) |
| 15 oktober Kwalificatie AK 2015 Groep E «onderlinge duels» 20:00 uur |          | 30' Ali Mabkhout 55' Ali Mabkhout 90' Ali Mabkhout 90+5' Walid Abbas |                              | Hongkongstadion, Hongkong Toeschouwers: 7.923 Scheidsrechter: Kim Jong-hyeok (KOR) |

|                                                                       |                                                                                 |       |          |                                                                                                 |
| 15 november Kwalificatie AK 2015 Groep E «onderlinge duels» 19:30 uur | Verenigde Arabische Emiraten                                                    | 4 – 0 | Hongkong | Mohammed Bin Zayidstadion, Abu Dhabi Toeschouwers: 10.871 Scheidsrechter: Alireza Faghani (IRN) |
| 15 november Kwalificatie AK 2015 Groep E «onderlinge duels» 19:30 uur | Salem Al-Rejaibi 27' Walid Abbas 40' Omar Abdulrahman 80' Ismail Al-Hammadi 88' |       |          | Mohammed Bin Zayidstadion, Abu Dhabi Toeschouwers: 10.871 Scheidsrechter: Alireza Faghani (IRN) |

|                                                                       |          |                                      |             |                                                                                     |
| 19 november Kwalificatie AK 2015 Groep E «onderlinge duels» 20:00 uur | Hongkong | 0 – 2                                | Oezbekistan | Hongkongstadion, Hongkong Toeschouwers: 5.679 Scheidsrechter: Nawaf Shukralla (BHR) |
| 19 november Kwalificatie AK 2015 Groep E «onderlinge duels» 20:00 uur |          | 84' Vokhid Shodijev 89' Odil Ahmedov |             | Hongkongstadion, Hongkong Toeschouwers: 5.679 Scheidsrechter: Nawaf Shukralla (BHR) |

### 2014
|                                                                   |                                                              |       |                 |                                                                                              |
| 5 maart Kwalificatie AK 2015 Groep E «onderlinge duels» 21:00 uur | Vietnam                                                      | 3 – 1 | Hongkong        | Mỹ Đìnhstadion, Hanoi Toeschouwers: 5.800 Scheidsrechter: Mohd Amirul Izwan bin Yaacob (MAS) |
| 5 maart Kwalificatie AK 2015 Groep E «onderlinge duels» 21:00 uur | Huỳnh Quốc Anh 24' Nguyễn Anh Đức 68' Nguyễn Trọng Hoàng 83' |       | 81' Lo Kwan Yee | Mỹ Đìnhstadion, Hanoi Toeschouwers: 5.800 Scheidsrechter: Mohd Amirul Izwan bin Yaacob (MAS) |

|                                                            |                                                       |       |                |                                                                                        |
| 6 september Vriendschappelijk «onderlinge duels» 17:00 uur | Vietnam                                               | 3 – 1 | Hongkong       | Lạch Traystadion, Hai Phong Toeschouwers: 5.800 Scheidsrechter: Sivakorn Pu-Udom (THA) |
| 6 september Vriendschappelijk «onderlinge duels» 17:00 uur | Nguyễn Hải Anh 3' Nguyễn Hải Anh 51' Lê Công Vinh 66' |       | 58' Lam Ka Wai | Lạch Traystadion, Hai Phong Toeschouwers: 5.800 Scheidsrechter: Sivakorn Pu-Udom (THA) |

|                                                            |           |       |          | |
| 9 september Vriendschappelijk «onderlinge duels» 19:30 uur | Singapore | 0 – 0 | Hongkong | Hougangstadion, North-East Region Toeschouwers: onbekend Scheidsrechter: Mohd Amirul Izwan bin Yaacob (MAS) |
| 9 september Vriendschappelijk «onderlinge duels» 19:30 uur |           |       |          | Hougangstadion, North-East Region Toeschouwers: onbekend Scheidsrechter: Mohd Amirul Izwan bin Yaacob (MAS) |

|                                                           |                              |       |                            |                                                                                   |
| 10 oktober Vriendschappelijk «onderlinge duels» 20:00 uur | Hongkong                     | 2 – 1 | Singapore                  | Mong Kokstadion, Mong Kok Toeschouwers: 2.203 Scheidsrechter: Kao Jung Fang (TPE) |
| 10 oktober Vriendschappelijk «onderlinge duels» 20:00 uur | Xu Deshuai 7' Ju Yingzhi 52' |       | 90+4' (pen.) Shahril Ishak | Mong Kokstadion, Mong Kok Toeschouwers: 2.203 Scheidsrechter: Kao Jung Fang (TPE) |

|                                                           |          | |            |                                                                                       |
| 14 oktober Vriendschappelijk «onderlinge duels» 20:00 uur | Hongkong | 0 – 7 | Argentinië | Hongkongstadion, Hongkong Toeschouwers: 37.286 Scheidsrechter: Yuichi Nishimura (JPN) |
| 14 oktober Vriendschappelijk «onderlinge duels» 20:00 uur |          | 19' Éver Banega 42' Gonzalo Higuaín 44' Nicolás Gaitán 54' Gonzalo Higuaín 66' Lionel Messi 72' Nicolás Gaitán 85' Lionel Messi |            | Hongkongstadion, Hongkong Toeschouwers: 37.286 Scheidsrechter: Yuichi Nishimura (JPN) |

|                                                                       |                                   |       |                  |                                                                                          |
| 13 november Oost-Aziatisch kampioenschap «onderlinge duels» 16:00 uur | Noord-Korea                       | 2 – 1 | Hongkong         | Taipei Municipal Stadium, Taipei Toeschouwers: 800 Scheidsrechter: Hiroyuki Kimura (JPN) |
| 13 november Oost-Aziatisch kampioenschap «onderlinge duels» 16:00 uur | Ri Chol-myong 59' O Hyok-chol 80' |       | 84' Jaimes McKee | Taipei Municipal Stadium, Taipei Toeschouwers: 800 Scheidsrechter: Hiroyuki Kimura (JPN) |

|                                                                       |                |                       |          |                                                                                        |
| 16 november Oost-Aziatisch kampioenschap «onderlinge duels» 19:00 uur | Chinees Taipei | 0 – 1                 | Hongkong | Taipei Municipal Stadium, Taipei Toeschouwers: 8.860 Scheidsrechter: Kim Song-ho (PRK) |
| 16 november Oost-Aziatisch kampioenschap «onderlinge duels» 19:00 uur |                | 54' (pen.) Lam Ka Wai |          | Taipei Municipal Stadium, Taipei Toeschouwers: 8.860 Scheidsrechter: Kim Song-ho (PRK) |

|                                                                       |          |       |      |                                                                                       |
| 19 november Oost-Aziatisch kampioenschap «onderlinge duels» 19:00 uur | Hongkong | 0 – 0 | Guam | Taipei Municipal Stadium, Taipei Toeschouwers: 167 Scheidsrechter: Kim Dae-yong (KOR) |
| 19 november Oost-Aziatisch kampioenschap «onderlinge duels» 19:00 uur |          |       |      | Taipei Municipal Stadium, Taipei Toeschouwers: 167 Scheidsrechter: Kim Dae-yong (KOR) |

### 2015
|                                                         |                  |       |      |                                                                        |
| 28 maart Vriendschappelijk «onderlinge duels» 16:00 uur | Hongkong         | 1 – 0 | Guam | Mong Kokstadion, Mong Kok Toeschouwers: 3.604 Scheidsrechter: onbekend |
| 28 maart Vriendschappelijk «onderlinge duels» 16:00 uur | Jaimes McKee 10' |       |      | Mong Kokstadion, Mong Kok Toeschouwers: 3.604 Scheidsrechter: onbekend |

|                                                       |          |       |          |                                                                             |
| 6 juni Vriendschappelijk «onderlinge duels» 20:45 uur | Maleisië | 0 – 0 | Hongkong | Shah Alamstadion, Shah Alam Toeschouwers: onbekend Scheidsrechter: onbekend |
| 6 juni Vriendschappelijk «onderlinge duels» 20:45 uur |          |       |          | Shah Alamstadion, Shah Alam Toeschouwers: onbekend Scheidsrechter: onbekend |

|                                                                   | |       |        |                                                                                         |
| 11 juni Kwalificatie WK 2018 Groep C «onderlinge duels» 20:00 uur | Hongkong | 7 – 0 | Bhutan | Mong Kokstadion, Mong Kok Toeschouwers: 6.326 Scheidsrechter: Charymurat Kurbanov (TKM) |
| 11 juni Kwalificatie WK 2018 Groep C «onderlinge duels» 20:00 uur | Jaimes McKee 19' Christian Annan 23' Kwan Yee Lo 30' Yingzhi Ju 42' Ka Wai Lam 49' (pen.) Jaimes McKee 57' Godfred Karikari 68' |       |        | Mong Kokstadion, Mong Kok Toeschouwers: 6.326 Scheidsrechter: Charymurat Kurbanov (TKM) |

|                                                                   |                               |       |           |                                                                                     |
| 16 juni Kwalificatie WK 2018 Groep C «onderlinge duels» 20:00 uur | Hongkong                      | 2 – 0 | Malediven | Mong Kokstadion, Mong Kok Toeschouwers: 6.370 Scheidsrechter: Adham Makhadmeh (JOR) |
| 16 juni Kwalificatie WK 2018 Groep C «onderlinge duels» 20:00 uur | Xu Deshuai 63' Lam Ka Wai 67' |       |           | Mong Kokstadion, Mong Kok Toeschouwers: 6.370 Scheidsrechter: Adham Makhadmeh (JOR) |

|                                                                       |                               |       |          |                                                                                     |
| 3 september Kwalificatie WK 2018 Groep C «onderlinge duels» 19:30 uur | China                         | 0 – 0 | Hongkong | Bao'anstadion, Shenzhen Toeschouwers: 26.173 Scheidsrechter: Strebre Delovski (AUS) |
| 3 september Kwalificatie WK 2018 Groep C «onderlinge duels» 19:30 uur | Xu Deshuai 63' Lam Ka Wai 67' |       |          | Bao'anstadion, Shenzhen Toeschouwers: 26.173 Scheidsrechter: Strebre Delovski (AUS) |

|                                                                       |                                 |       |                                                           |                                                                                  |
| 8 september Kwalificatie WK 2018 Groep C «onderlinge duels» 20:00 uur | Hongkong                        | 2 – 3 | Qatar                                                     | Mong Kokstadion, Mong Kok Toeschouwers: 6.396 Scheidsrechter: Kim Sang-woo (KOR) |
| 8 september Kwalificatie WK 2018 Groep C «onderlinge duels» 20:00 uur | Bai He 87' Godfred Karikari 89' |       | 22' Karim Boudiaf 62' Abdelkarim Hassan 84' Mohammed Musa | Mong Kokstadion, Mong Kok Toeschouwers: 6.396 Scheidsrechter: Kim Sang-woo (KOR) |

|                                                          |                                   |       |          |                                                                             |
| 8 oktober Vriendschappelijk «onderlinge duels» 19:00 uur | Thailand                          | 1 – 0 | Hongkong | Rajamangalastadion, Bangkok Toeschouwers: onbekend Scheidsrechter: onbekend |
| 8 oktober Vriendschappelijk «onderlinge duels» 19:00 uur | Theerathon Bunmathan 90+5' (pen.) |       |          | Rajamangalastadion, Bangkok Toeschouwers: onbekend Scheidsrechter: onbekend |

|                                                                      |        |                 |          |                                                                                      |
| 13 oktober Kwalificatie WK 2018 Groep C «onderlinge duels» 18:00 uur | Bhutan | 0 – 1           | Hongkong | Changlimithangstadion, Thimphu Toeschouwers: 7.280 Scheidsrechter: Aziz Asimov (UZB) |
| 13 oktober Kwalificatie WK 2018 Groep C «onderlinge duels» 18:00 uur |        | 89' Chan Siu Ki |          | Changlimithangstadion, Thimphu Toeschouwers: 7.280 Scheidsrechter: Aziz Asimov (UZB) |

|                                                           |                                                                           |       |         |                                                                        |
| 7 november Vriendschappelijk «onderlinge duels» 17:00 uur | Hongkong                                                                  | 5 – 0 | Myanmar | Mong Kokstadion, Mong Kok Toeschouwers: 5.247 Scheidsrechter: onbekend |
| 7 november Vriendschappelijk «onderlinge duels» 17:00 uur | Jaimes McKee 3' Chan Siu Ki 33' Jaimes McKee 45' Sandro 66' Alex Tayo 75' |       |         | Mong Kokstadion, Mong Kok Toeschouwers: 5.247 Scheidsrechter: onbekend |

|                                                                       |           |                     |          |                                                                                    |
| 12 november Kwalificatie WK 2018 Groep C «onderlinge duels» 16:00 uur | Malediven | 0 – 1               | Hongkong | Nationaal stadion, Malé Toeschouwers: 6.000 Scheidsrechter: Ammar Al-Jeneibi (VAE) |
| 12 november Kwalificatie WK 2018 Groep C «onderlinge duels» 16:00 uur |           | 13' (pen.) Paulinho |          | Nationaal stadion, Malé Toeschouwers: 6.000 Scheidsrechter: Ammar Al-Jeneibi (VAE) |

|                                                                       |          |       |       |                                                                                     |
| 17 november Kwalificatie WK 2018 Groep C «onderlinge duels» 20:00 uur | Hongkong | 0 – 0 | China | Mong Kokstadion, Mong Kok Toeschouwers: 6.071 Scheidsrechter: Nawaf Shukralla (BHR) |
| 17 november Kwalificatie WK 2018 Groep C «onderlinge duels» 20:00 uur |          |       |       | Mong Kokstadion, Mong Kok Toeschouwers: 6.071 Scheidsrechter: Nawaf Shukralla (BHR) |

### 2016
|                                                         |                                          |       |          |                                                                                                |
| 24 maart Vriendschappelijk «onderlinge duels» 19:00 uur | Qatar                                    | 2 – 0 | Hongkong | Abdullah bin Khalifastadion, Doha Toeschouwers: 10.170 Scheidsrechter: Dmitri Masjentsev (KGZ) |
| 24 maart Vriendschappelijk «onderlinge duels» 19:00 uur | Hassan Al-Haidos 20' Sebastián Soria 87' |       |          | Abdullah bin Khalifastadion, Doha Toeschouwers: 10.170 Scheidsrechter: Dmitri Masjentsev (KGZ) |

|                                                  |                                                                                  |              |                                                                            |                                                                                |
| 3 juni AYA Bank Cup «onderlinge duels» 15:00 uur | Vietnam                                                                          | 2 – 2 (n.v.) | Hongkong                                                                   | Thuwunnastadion, Yangon Toeschouwers: 8.000 Scheidsrechter: Thant Zin Oo (MYA) |
| 3 juni AYA Bank Cup «onderlinge duels» 15:00 uur | Lê Công Vinh 57' Lê Công Vinh 61'                                                |              | 48' Jaimes McKee 77' Jaimes McKee                                          | Thuwunnastadion, Yangon Toeschouwers: 8.000 Scheidsrechter: Thant Zin Oo (MYA) |
| 3 juni AYA Bank Cup «onderlinge duels» 15:00 uur | Strafschoppen                                                                    |              |                                                                            | Thuwunnastadion, Yangon Toeschouwers: 8.000 Scheidsrechter: Thant Zin Oo (MYA) |
| 3 juni AYA Bank Cup «onderlinge duels» 15:00 uur | Trần Nguyên Mạnh Quế Ngọc Hải Lương Xuân Trường Hoàng Đình Tùng Nguyễn Văn Quyết | 4–3          | Itaparica Sandro Leung Kwun Chung Paul Ngue Roberto Orlando Affonso Júnior | Thuwunnastadion, Yangon Toeschouwers: 8.000 Scheidsrechter: Thant Zin Oo (MYA) |

|                                                  |                                                  |       |          |                                                                                                |
| 6 juni AYA Bank Cup «onderlinge duels» 15:00 uur | Myanmar                                          | 3 – 0 | Hongkong | Thuwunnastadion, Yangon Toeschouwers: 6.200 Scheidsrechter: Mohd Amirul Izwan bin Yaacob (MAS) |
| 6 juni AYA Bank Cup «onderlinge duels» 15:00 uur | Than Paing 22' Maung Maung Lwin 74' Ye Ko Oo 89' |       |          | Thuwunnastadion, Yangon Toeschouwers: 6.200 Scheidsrechter: Mohd Amirul Izwan bin Yaacob (MAS) |

|                                                            |                                                                  |       |                                        |                                                                        |
| 1 september Vriendschappelijk «onderlinge duels» 20:00 uur | Hongkong                                                         | 4 – 2 | Cambodja                               | Mong Kokstadion, Mong Kok Toeschouwers: 3.465 Scheidsrechter: onbekend |
| 1 september Vriendschappelijk «onderlinge duels» 20:00 uur | Jaimes McKee 11' Itaparica 31' Sandro 42' (pen.) Lo Kwan Yee 86' |       | 20' Chrerng Polroth 61' Chan Vathanaka | Mong Kokstadion, Mong Kok Toeschouwers: 3.465 Scheidsrechter: onbekend |

|                                                          |          |                                          |          |                                                                             |
| 6 oktober Vriendschappelijk «onderlinge duels» 19:45 uur | Cambodja | 0 – 2                                    | Hongkong | Olympisch Stadion, Phnom Penh Toeschouwers: 60.000 Scheidsrechter: onbekend |
| 6 oktober Vriendschappelijk «onderlinge duels» 19:45 uur |          | 7' Godfred Karikari 32' Alex Tayo Akande |          | Olympisch Stadion, Phnom Penh Toeschouwers: 60.000 Scheidsrechter: onbekend |

|                                                           |                                     |       |           |                                                                        |
| 11 oktober Vriendschappelijk «onderlinge duels» 20:00 uur | Hongkong                            | 2 – 0 | Singapore | Mong Kokstadion, Mong Kok Toeschouwers: 4.136 Scheidsrechter: onbekend |
| 11 oktober Vriendschappelijk «onderlinge duels» 20:00 uur | Alex Tayo Akande 42' Huang Yang 70' |       |           | Mong Kokstadion, Mong Kok Toeschouwers: 4.136 Scheidsrechter: onbekend |

|                                                                                   |                                                   |       |                                      |                                                                                 |
| 6 november Oost-Aziatisch kampioenschap Tweede ronde «onderlinge duels» 18:00 uur | Hongkong                                          | 3 – 2 | Guam                                 | Mong Kokstadion, Mong Kok Toeschouwers: 2.475 Scheidsrechter: Võ Minh Trí (VIE) |
| 6 november Oost-Aziatisch kampioenschap Tweede ronde «onderlinge duels» 18:00 uur | Alex Akande 19' Sandro 22' Alex Akande 67' (pen.) |       | 74' Jason Cunliffe 81' Shane Malcolm | Mong Kokstadion, Mong Kok Toeschouwers: 2.475 Scheidsrechter: Võ Minh Trí (VIE) |

|                                                                                   |                                                                 |       |                                    |                                                                             |
| 9 november Oost-Aziatisch kampioenschap Tweede ronde «onderlinge duels» 20:00 uur | Hongkong                                                        | 4 – 2 | Chinees Taipei                     | Mong Kokstadion, Mong Kok Toeschouwers: 3.354 Scheidsrechter: Wang Di (CHN) |
| 9 november Oost-Aziatisch kampioenschap Tweede ronde «onderlinge duels» 20:00 uur | Alex Akande 21' Alex Akande 48' Alex Akande 70' Alex Akande 71' |       | 62' Chen Po-liang 88' Chen Chao-an | Mong Kokstadion, Mong Kok Toeschouwers: 3.354 Scheidsrechter: Wang Di (CHN) |

|                                                                                    |          |                  |             |                                                                                      |
| 12 november Oost-Aziatisch kampioenschap Tweede ronde «onderlinge duels» 18:00 uur | Hongkong | 0 – 1            | Noord-Korea | Mong Kokstadion, Mong Kok Toeschouwers: 4.838 Scheidsrechter: Pranjal Banerjee (IND) |
| 12 november Oost-Aziatisch kampioenschap Tweede ronde «onderlinge duels» 18:00 uur |          | 22' Jong Il-gwan |             | Mong Kokstadion, Mong Kok Toeschouwers: 4.838 Scheidsrechter: Pranjal Banerjee (IND) |

### 2017
|                                                         |                                                                                |       |          |                                                   |
| 23 maart Vriendschappelijk «onderlinge duels» 18:00 uur | Jordanië                                                                       | 4 – 0 | Hongkong | Koning Abdullahstadion, Amman Toeschouwers: 3.000 |
| 23 maart Vriendschappelijk «onderlinge duels» 18:00 uur | Yaseen Al-Bakhit 12' Hamza Al-Dardour 44' Mousa Ta'mari 62' Thaer Al-Bawab 84' |       |          | Koning Abdullahstadion, Amman Toeschouwers: 3.000 |

|                                                                                |                                         |       |          |                                                                                             |
| 28 maart Kwalificatie AK 2019 Derde ronde Groep B «onderlinge duels» 18:00 uur | Libanon                                 | 2 – 0 | Hongkong | Camille Chamounstadion, Beiroet Toeschouwers: 14.672 Scheidsrechter: Pranjal Banerjee (IND) |
| 28 maart Kwalificatie AK 2019 Derde ronde Groep B «onderlinge duels» 18:00 uur | Mohammed Ghaddar 27' Hassan Maatouk 34' |       |          | Camille Chamounstadion, Beiroet Toeschouwers: 14.672 Scheidsrechter: Pranjal Banerjee (IND) |

|                                                       |          |       |          |                                                                                 |
| 7 juni Vriendschappelijk «onderlinge duels» 20:00 uur | Hongkong | 0 – 0 | Jordanië | Mong Kokstadion, Hongkong Toeschouwers: 2.742 Scheidsrechter: Minoru Tojo (JPN) |
| 7 juni Vriendschappelijk «onderlinge duels» 20:00 uur |          |       |          | Mong Kokstadion, Hongkong Toeschouwers: 2.742 Scheidsrechter: Minoru Tojo (JPN) |

|                                                                   |                    |       |                 |                                                                                |
| 13 juni Kwalificatie AK 2019 Groep B «onderlinge duels» 20:00 uur | Hongkong           | 1 – 1 | Noord-Korea     | Hongkongstadion, Hongkong Toeschouwers: 8.194 Scheidsrechter: Jansen Foo (SIN) |
| 13 juni Kwalificatie AK 2019 Groep B «onderlinge duels» 20:00 uur | Tan Chun Lok 45+1' |       | 46' Kim Yu-song | Hongkongstadion, Hongkong Toeschouwers: 8.194 Scheidsrechter: Jansen Foo (SIN) |

|                                                            |                              |       |                |                                                                     |
| 31 augustus Vriendschappelijk «onderlinge duels» 19:30 uur | Singapore                    | 1 – 1 | Hongkong       | Jalan Besarstadion, Kallang Scheidsrechter: Pummarin Khamruen (THA) |
| 31 augustus Vriendschappelijk «onderlinge duels» 19:30 uur | Safuwan Baharudin 76' (pen.) |       | 1' Chan Siu Ki | Jalan Besarstadion, Kallang Scheidsrechter: Pummarin Khamruen (THA) |

|                                                            |                                                                     |       |       |                                                         |
| 2 september Vriendschappelijk «onderlinge duels» 20:00 uur | Hongkong                                                            | 4 – 0 | Macau | Sham Shui Po Sports Ground, Kowloon Toeschouwers: 1.245 |
| 2 september Vriendschappelijk «onderlinge duels» 20:00 uur | Lau Ho-lam 2' Michael Luk 6' (pen.) Lam Hok-hei 10' Lam Hok-hei 16' |       |       | Sham Shui Po Sports Ground, Kowloon Toeschouwers: 1.245 |

|                                                                       |                    |       |            |                                                              |
| 5 september Kwalificatie AK 2019 Groep B «onderlinge duels» 20:45 uur | Maleisië           | 1 – 1 | Hongkong   | Hang Jebatstadion, Malakka Scheidsrechter: Chris Beath (AUS) |
| 5 september Kwalificatie AK 2019 Groep B «onderlinge duels» 20:45 uur | Syazwan Zainon 56' |       | 53' Sandro | Hang Jebatstadion, Malakka Scheidsrechter: Chris Beath (AUS) |

|                                                          |                                                                      |       |      |                                               |
| 5 oktober Vriendschappelijk «onderlinge duels» 20:00 uur | Hongkong                                                             | 4 – 0 | Laos | Mong Kokstadion, Hongkong Toeschouwers: 2.239 |
| 5 oktober Vriendschappelijk «onderlinge duels» 20:00 uur | Jordi Tarrés 10' Wong Wai 13' Godfred Karikari 73' Sandro 83' (pen.) |       |      | Mong Kokstadion, Hongkong Toeschouwers: 2.239 |

|                                                           |                                  |       |          |                                               |
| 10 oktober Vriendschappelijk «onderlinge duels» 20:00 uur | Hongkong                         | 2 – 0 | Maleisië | Hongkongstadion, Hongkong Toeschouwers: 7.920 |
| 10 oktober Vriendschappelijk «onderlinge duels» 20:00 uur | Jordi Tarrés 44' James McKee 49' |       |          | Hongkongstadion, Hongkong Toeschouwers: 7.920 |

|                                                           |          |                                                  |         |                                               |
| 9 november Vriendschappelijk «onderlinge duels» 20:00 uur | Hongkong | 0 – 2                                            | Bahrein | Mong Kokstadion, Hongkong Toeschouwers: 2.485 |
| 9 november Vriendschappelijk «onderlinge duels» 20:00 uur |          | 80' Ali Jaafar Mohamed Madan 87' Sami Al-Husaini |         | Mong Kokstadion, Hongkong Toeschouwers: 2.485 |

|                                                                       |          |                           |         |                                                                                      |
| 14 november Kwalificatie AK 2019 Groep B «onderlinge duels» 20:00 uur | Hongkong | 0 – 1                     | Libanon | Hongkongstadion, Hongkong Toeschouwers: 10.109 Scheidsrechter: Khamis Al-Marri (QAT) |
| 14 november Kwalificatie AK 2019 Groep B «onderlinge duels» 20:00 uur |          | 43' (pen.) Hassan Maatouk |         | Hongkongstadion, Hongkong Toeschouwers: 10.109 Scheidsrechter: Khamis Al-Marri (QAT) |

### 2018
|                                                                    |                                      |       |          |                                                                                              |
| 27 maart Kwalificatie AK 2019 Groep B «onderlinge duels» 17:00 uur | Noord-Korea                          | 2 – 0 | Hongkong | Kim Il-sungstadion, Pyongyang Toeschouwers: 32.000 Scheidsrechter: Omar Mohamed Al-Ali (UAE) |
| 27 maart Kwalificatie AK 2019 Groep B «onderlinge duels» 17:00 uur | Jong Il-gwan 19' Pak Kwang-ryong 25' |       |          | Kim Il-sungstadion, Pyongyang Toeschouwers: 32.000 Scheidsrechter: Omar Mohamed Al-Ali (UAE) |

HKFA · 
Lijst van A-internationals · 
Hongkongs vrouwenelftal
1960 – 1969 ·
1970 – 1979 ·
1980 – 1989 ·
1990 – 1999 ·
2000 – 2009 ·
2010 – 2019 ·
2020 − 2029
Afghanistan ·
Argentinië ·
Australië ·
Bahrein ·
Bangladesh ·
Bhutan ·
Brazilië ·
Brunei ·
Cambodja ·
Canada ·
China ·
Colombia ·
Denemarken ·
Estland ·
Fiji ·
Filipijnen ·
Guam ·
India ·
Indonesië ·
Irak ·
Iran ·
Israël ·
Japan ·
Jemen ·
Joegoslavië ·
Jordanië ·
Koeweit ·
Kroatië ·
Laos ·
Libanon ·
Liechtenstein ·
Macau ·
Malediven ·
Maleisië ·
Marokko ·
Mauritius ·
Mongolië ·
Myanmar ·
Nepal ·
Noord-Korea ·
Noorwegen ·
Oezbekistan ·
Oman ·
Oost-Timor ·
Palestina ·
Paraguay ·
Qatar ·
Salomonseilanden ·
Saoedi-Arabië ·
Singapore ·
Sri Lanka ·
Syrië ·
Tadzjikistan ·
Taiwan ·
Thailand ·
Turkmenistan ·
Verenigde Arabische Emiraten ·
Vietnam ·
Zuid-Korea ·
Zuid-Vietnam ·
Zwitserland
AFC-zone: Afghanistan · Australië · Bahrein · Bangladesh · Bhutan · Brunei · Cambodja · China · Chinees Taipei · Filipijnen · Guam · Hongkong · India · Indonesië · Iran · Irak · Japan · Jemen · Jordanië · Koeweit · Kirgizië · Laos · Libanon · Macau · Maleisië · Maldiven · Mongolië · Myanmar · Nepal · Noord-Korea · Oezbekistan · Oman · Oost-Timor · Pakistan · Palestina · Qatar · Saoedi-Arabië · Singapore · Sri Lanka · Syrië · Tadjikistan · Thailand · Turkmenistan · Verenigde Arabische Emiraten · Vietnam · Zuid-Korea

CAF-zone: Algerije · Angola · Benin · Botswana · Burkina Faso · Burundi · Centraal-Afrikaanse Republiek · Comoren · Congo-Brazzaville · Congo-Kinshasa · Djibouti · Egypte · Equatoriaal-Guinea · Eritrea · Ethiopië · Gabon · Gambia · Ghana · Guinee · Guinee-Bissau · Ivoorkust · Kaapverdië · Kameroen · Kenia · Lesotho · Liberia · Libië · Madagaskar · Malawi · Mali · Mauritanië · Mauritius · Marokko · Mozambique · Namibië · Niger · Nigeria · Oeganda · Rwanda · Sao Tomé en Principe · Senegal · Seychellen · Sierra Leone · Soedan · Somalië · Swaziland · Tanzania · Togo · Tsjaad · Tunesië · Zambia · Zimbabwe · Zuid-Afrika · Zuid-Soedan 

CONCACAF-zone: Amerikaanse Maagdeneilanden · Anguilla · Antigua en Barbuda · Aruba · Bahama's · Barbados · Belize · Bermuda · Britse Maagdeneilanden · Canada · Kaaimaneilanden · Costa Rica · Cuba · Curaçao · Dominica · Dominicaanse Republiek · El Salvador · Frans Guyana · Grenada · Guadeloupe · Guatemala · Guyana · Haïti · Honduras · Jamaica · Martinique · Mexico · Montserrat · 
Nicaragua · Panama · Puerto Rico · Saint Kitts en Nevis · Saint Lucia · Saint Vincent en de Grenadines · Sint Maarten · Suriname · Trinidad en Tobago · Turks- en Caicoseilanden · Verenigde Staten

CONMEBOL-zone: Argentinië · Bolivia · Brazilië · Chili · Colombia · Ecuador · Paraguay · Peru · Uruguay · Venezuela

OFC-zone: Amerikaans-Samoa · Cookeilanden · Fiji · Nieuw-Caledonië · Nieuw-Zeeland · Papoea-Nieuw-Guinea · Samoa · Salomoneilanden · Tahiti · Tonga · Vanuatu

UEFA-zone: Albanië · Andorra · Armenië · Azerbeidzjan · België · Bosnië en Herzegovina · Bulgarije · Cyprus · Denemarken · Duitsland · Engeland · Estland · Faeröer · Finland · Frankrijk · Georgië · Gibraltar · Griekenland · Hongarije · IJsland · Ierland · Israël · Italië · Kazachstan · Kosovo · Kroatië · Letland · Liechtenstein · Litouwen · Luxemburg · Macedonië · Malta · Moldavië · Montenegro · Nederland · Noord-Ierland · Noorwegen · Oekraïne · Oostenrijk · Polen · Portugal · Roemenië · Rusland · San Marino · Schotland · Servië · Slovenië · Slowakije · Spanje · Tsjechië · Turkije · Wales · Wit-Rusland · Zweden · Zwitserland